# Literatura del siglo XVIII
En la literatura del siglo XVIII se pueden diferenciar tres tendencias literarias: la clasicista o neoclásica, heredera del clasicismo desarrollado de forma simultánea al barroco durante el siglo XVII, y que continuó vigente a lo largo de casi todo el siglo XVIII, sobre todo en poesía y teatro; la ilustrada vinculada a la corriente filosófica e ideológica de la Ilustración y la Encyclopédie; y la prerromántica, que rechazaba la estética neoclásica anticipando el romanticismo del siglo XIX. En el siglo XVIII, la literatura, en su afán didáctico, divulga los ideales de progreso, racionalismo y modernidad que defendía la ilustración.
El concepto de "literatura" del siglo XVIII o ilustrado atañe al conjunto de las producciones textuales, al conjunto de la cultura escrita, las letras y las ciencias. A la Ilustración corresponde la creación de esa Literatura Universal como historiografía.
El dato más relevante del siglo XVIII desde el punto de vista sociológico es el auge de la burguesía, que, si era una clase social incipiente ya en el periodo del Renacimiento, es esencial cuantitativa y cualitativamente en el siglo XVIII. Sus causas principales son el "desarrollo del artesanado urbano", creciente gracias a la demanda de los artículos de consumo por parte de la nobleza y de la monarquía y el "desarrollo de la actividad mercantil", en especial del comercio marítimo. En los siglos anteriores las rutas por mar habían sido ya muy frecuentadas con la colonización de América y Asia por parte de España y Portugal, pero los nuevos tiempos están marcados por la hegemonía económica de Inglaterra y su expansión por ultramar. Si la colonización hispanopotuguesa fue mestiza e incluyente, la anglosajoja fue excluyente.

## Marco histórico
La literatura del siglo XVIII comprende todos los escritos literarios creados durante el siglo XVIII y marca el fin de la literatura de la Edad Moderna. El siglo está marcado por el auge del racionalismo y las ideas de la Ilustración, en las que se quería dictar normas para el arte y así distinguirlo del mal arte y otras manifestaciones, por lo que proliferan las poéticas y los tratados de teoría literaria. Los modelos de excelencia se encuentran en la cultura grecolatina que actúa como referente. Los autores tienen una intención moral aparte de literaria y tratan de educar a los lectores o criticar sus contemporáneos, a menudo a través de la sátira. A finales de siglo se abandonan estos cánones en favor de una mentalidad más propia del romanticismo, una corriente que marcará la literatura del siglo XIX.

### De 1700 a 1709
El ensayo se convierte en uno de los géneros más relevantes del siglo, pensado como escritos literarios para instruir a la población sobre asuntos morales y científicos. Los cambios políticos que llevarían al fin del Antiguo Régimen y los avances científicos se difundieron de forma masiva a través de ensayos en la forma de artículos, libros o folletos. Algunos de estos todavía se publican en latín, idioma de cultura durante siglos, una práctica que sería progresivamente abandonada a la Edad Contemporánea en favor de las lenguas nacionales. La novela se diversifica en géneros, si bien con dispar aceptación crítica por no estar contemplada en las preceptivas clásicas.
Al teatro, se siguen publicando obras de estilo barroco, como las de los dramaturgos españoles de la escuela de Calderón de la Barca, que retoman explícitamente los temas y las reglas del siglo de oro precedente para escribir sus tragedias y comedias. En Inglaterra triunfa la llamada comedia de la Restauración, donde se representa una farsa moral con intrigas amorosas burguesas. Un autor de éxito de aquella época fue Peter Anthony Motteux. La guerra entre los sexos, con todos sus estereotipos, es uno de los temas principales de estas obras, como The Fair Penitent (1703), de Nicholas Rowe.
Se comienza a publicar Tatler, considerada la primera revista del corazón del mundo, en formato de periódico con recopilaciones de los chismes de la clase acomodada londinense y opiniones del pueblo recogidas en cafés y lugares públicos (en contraste con los escritos de opinión de los diarios cultas, que se formaban en los círculos literarios, parlamento y salones).

### De 1710 a 1719
Comienza a publicarse The Spectator, diario de gran influencia, escrito por Joseph Addison y Richard Steele. A su estela aparecieron varios rotativos que combinaban información y opinión política pero que terminaron siendo también cuna de escritores de ficción.
La novela de la época tiene largos fragmentos descriptivos y digresiones filosóficas, como se evidencia en Robinson Crusoe (1719) de Daniel Defoe. En este libro, el protagonista debe llevar la civilización a tierras salvajes y conservar los buenos consumos, ideales ilustrados que desembocarían en el imperialismo. Esta novela moderna convive con géneros heredados del siglo anterior, como demuestra la incursión en la picaresca de Alain-René Lesage con su Gil Blas (1715-1735).
Aumenta el interés por la historia y se publican obras de no ficción que pretenden dar cuenta del pasado de cada país de manera racional, sin considerar las leyendas folclóricas que se habían publicado hasta entonces o las obras de la épica. La historiografía reinante, sin embargo, muestra un fuerte etnocentrismo que pone en cuestión la pretendida objetividad de sus autores.
Alexander Pope encarna el gusto predominante en la época en poesía: largos poemas de sabor o tema mitológico (a veces con un punto satírico), de lenguaje formal y medido, pero con juegos de ingenio para hacerlos más placenteras a los lectores.

### De 1720 a 1729
Dentro de la novela, cabe destacar Los viajes de Gulliver (1726) de Jonathan Swift, un libro que se ha convertido en un clásico de la literatura juvenil a pesar de haber sido pensado para adultos. En él, Gulliver visita varios países y describe las costumbres para satirizar la realidad inglesa de forma indirecta. Las Cartas persas (1721) de Montesquieu también usan el artificio de otros pueblos —en este caso no inventados, sino alejados en el espacio— para poder referirse a sus coetáneos.
En el teatro, se comienza a representar las obras de Pierre Carlet de Chamblain de Marivaux, considerado uno de los mayores autores del neoclasicismo francés. Este autor moderniza los preceptos de la Comedia del arte tradicional para acercarla al gusto del espectador del siglo XVIII, incrementando la carga ética de los personajes.
Se publica la Gujin tushu jicheng (1726), una de las enciclopedias chinas más importantes de la historia, con unas 800.000 páginas en 64 volúmenes que recogen la sabiduría china clásica por encargo imperial. En Occidente aparece la Cyclopaedia, precedente del enciclopedismo francés.

### De 1730 a 1739
Johann Christoph Gottsched fue encargado de adaptar al alemán los preceptos de Nicolas Boileau-Despréaux, el crítico que había sentado las bases del gusto neoclásico imperante. Las enseñanzas de Aristóteles están muy presentes, especialmente la regla de las tres unidades para el teatro o los registros poéticos.
Ludvig Holberg, por su parte, trasladó estas reglas a sus obras de teatro, con las que refundó las letras nórdicas, modernizando la lengua literaria. 
La intención moralizante se puso de manifiesto en los cuentos infantiles, que acababan con unos versos explícitos para sacar el máximo provecho de la historia. El segmento de los niños crece como público lector, tanto por el aumento de la masa alfabetizada, como por las campañas para la instrucción llevadas a cabo por varios reformadores.
Manon Lescaut (1731) es una novela francesa del abate Prévost que narra las aventuras amorosas de una pareja no casada e inaugura uno de los temas más comunes de la literatura de la época: el relato sentimental, teniendo en cuenta por primera vez el punto de vista femenino y no solo el galanteo y la conquista o el fracaso del hombre.

### De 1740 a 1749
Se publica Tom Jones (1749) de Henry Fielding, una de las cimas de la novela satírica del periodo. Este autor también parodiará posteriormente con Shamela (1741) una de las novelas de más éxito del siglo: Pamela (1740) de Samuel Richardson, obra sentimental considerada un precedente del romanticismo. Las versiones, en forma de continuación o de burla, de este libro proliferarán durante las décadas posteriores en varias lenguas. El tema de una dama que narra sus encuentros sexuales dio lugar a Fanny Hill (1748) de John Cleland, una de las obras eróticas más famosas de la época. También dentro de la prosa humorística, ve la luz Las aventuras de Roderick Random (1748), de Tobias Smollett, heredera de la novela picaresca tradicional.
Samuel Johnson comienza a publicar sus escritos de crítica literaria, de gran influencia en las letras europeas. Entre los críticos rusos, una figura relevante es la de Antioj Kantemir.

### De 1750 a 1759
Durante los años 50 comienza a publicarse L'Encyclopédie (1751-1772), la obra magna de la Ilustración, que pretendía recoger en forma de artículos todo el saber contemporáneo. Entre sus autores destacan Jean le Rond d'Alembert, Diderot y Voltaire, autor que escribió en la misma época Cándido o el optimismo (1759), una novela donde se habla de la actitud correcta ante la vida, es decir, una obra que comparte la voluntad didáctica de la enciclopedia.
Il servitore di due padroni es la comedia más conocida del italiano Carlo Goldoni, en la que toma elementos de Molière y los mezcla con el teatro tradicional véneto para crear obras de sátira de costumbres en la línea de la literatura de denuncia presente durante todo el siglo. Compatriota suyo es Giuseppe Parini, un autor que usa el diálogo poético con la misma intención crítica.
En 1759 se publica la primera parte del Tristram Shandy (1759–1767) de Laurence Sterne, precursor de la novela experimental por su estructura errática y llena de digresiones donde la trama se supedita al puro acto narrativo. En España la novela Fray Gerundio de Campazas denuncia el exceso del barroco, que había perdurado durante medio siglo.
En la literatura catalana destaca el diario de Rafael de Amat y de Cortada, barón de Maldà, un buen resumen de la vida cotidiana y de los pensamientos de un individuo acomodado de su tiempo. Entre los autores suecos, destaca Olof von Dalin.

### De 1760 a 1769
Aparece Emilio (1762), de Jean-Jacques Rousseau, una reflexión novelada sobre la educación que recoge gran parte de las preocupaciones de los ilustrados sobre la necesidad de instruir adecuadamente el pueblo. Por los mismos años este filósofo reflexiona sobre el contrato social que delega parte del poder al Estado para asegurar justamente una cierta igualdad, incluyendo la enseñanza. El vicario de Wakefield (1766), de Oliver Goldsmith, continúa la tradición satírica moralizante de sus antecesores.
Se escribe El castillo de Otranto (1764) de Horace Walpole, la primera novela gótica, que anticipa un subgénero de terror y ambiente exótico que se cultivará ampliamente por los autores románticos. Ossian, seudónimo de identidad controvertida, firmó una recopilación de poemas y leyendas tradicionales irlandesas, que también se acercan al gusto romántico, para recuperar un pasado mítico y por el resurgimiento del mundo germánico y celta.
Fuera de Europa, destaca la publicación de El sueño del pabellón rojo, una de las cuatro novelas chinas más relevantes, donde se describe las vidas de una saga familiar. Su importancia en las letras asiáticas es tan alta que incluso se creó una rama de la crítica dedicada únicamente a su análisis.

### De 1770 a 1779
En la escena teatral sobresale el francés Pierre-Augustin Caron de Beaumarchais, con obras que son versiones de historias canónicas de la literatura según los cánones de su tiempo. Ignacy Krasicki fue uno de los mayores poetas polacos del siglo, tanto por sus composiciones líricas como sus fábulas.
Por su gran influencia durante todo el siglo XIX destaca la obra historiográfica Historia de la decadencia y caída del Imperio romano (1776-1789), de Edward Gibbon. Adopta un punto de vista netamente ilustrado, al denunciar la corrupción de las costumbres y por la importancia otorgada a las fuentes que expliquen, lejos de las leyendas, lo que sucedió en las postrimerías del Imperio Romano.
La transición plena de la Ilustración al Romanticismo tuvo lugar con el movimiento del Sturm und Drang, con obras como la novela Los sufrimientos del joven Werther (1774) de Johann Wolfgang von Goethe, en la que aparece el protagonista como joven incomprendido por una sociedad demasiado burguesa, que sufre por un amor imposible que lo lleva al suicidio.

### De 1780 a 1789
Friedrich von Schiller, uno de los grandes poetas románticos alemanes, publica sus primeras obras de teatro, algunas de ellas con gran escándalo por sus ataques a la nobleza. William Blake recoge sus poemas más famosos en un solo volumen. En la línea de la recuperación de las tradiciones autóctonas renace el interés por los cuentos populares y por el folclore, y en las letras brasileñas esto da luz al indigenismo en que destaca José de Santa Rita Durão y su obra épica Caramuru (1781). 
Las amistades peligrosas (1782), de Pierre Choderlos de Laclos, narra en forma epistolar las intrigas amorosas de dos nobles ociosos y se convirtió en una obra de gran éxito. Desde entonces, el formato de la carta amorosa, popularizado con Richardson, se vuelve canónico del género.
Esto no significa que los modelos ilustrados hayan sido abandonados por completo. En España, de penetración más tardía, José Cadalso escribe sus Cartas marruecas (1789) a imitación de las de Montesquieu para criticar el retraso del país a la luz de un supuesto crítico extranjero. Jozef Ignacia Bajza escribió la que se considera la primera novela en eslovaco, René mládenca príhody a skúsenosti, también siguiendo estos patrones.

### De 1790 a 1799
Justine o los infortunios de la virtud (1791) es una novela pornográfica que acuña el término «sadismo». Su autor fue condenado varias veces por inmoral tanto por sus escritos como por sus fiestas y orgías. A pesar de su temática, se puede considerar una de las últimas obras ilustradas, ya que los personajes intentan justificar racionalmente sus gustos y la violencia que emplean.
Manuscrito encontrado en Zaragoza (1804-1805) es un libro de ambientación gótica escrito por Jan Potocki que puso de moda una España arquetípica, llena de gitanos y magia que aparecería en varios libros hasta el siglo XX. Los autores españoles de esta década, sin embargo, no escriben sobre estos arquetipos sino que se adentran en la fábula clásica, con las obras de Félix María Samaniego y Tomás de Iriarte.

## Características y corrientes

### Neoclasicismo
El momento de esplendor de la tendencia clasicista se remonta a finales del siglo XVII, pero sus influencias llegarán a la literatura ilustrada. Su estética se encuentra sintetizada en diversos pensadores. La poética de Boileau, publicada en 1674, si bien no es sustancialmente sino una traducción de Horacio, ha sido proclamada desde Francia como doctrina canónica. Se suele entender que el neoclasicismo se basa en un sentimiento filtrado por el intelecto y en una referencia a "los antiguos" como clásicos dignos de imitación. Se niegan también los excesos del barroco y del rococó. La cultura prerromántica quedó frecuente y progresivamente engastada en la neoclásica, que pronto feneció a manos de la Romantik alemana y el Romanticismo en general. En el teatro domina la regla aristotélica de las tres unidades: espacio, tiempo y acción, que limita cada espacio de acción a un solo lugar y a un solo día, mientras que en la poesía se impone el verso alejandrino de catorce sílabas, y formas clásicas como la fábula, la elegía y la égloga. Mas es precisamente en el siglo XVIII cuando las reglas clásicas son discutidas, coincidiendo el triunfo del neoclasicismo en las artes plásticas con su decadencia en la literatura.

### Ilustración
La Ilustración es un fenómeno intelectual heteroforme que atañe de una u otra manera al conjunto de Europa. Restrictivamente a veces ha sido delimitada  entre el año 1689, en el que se publica el Ensayo sobre el entendimiento humano de John Locke y 1785, publicación de la obra de Goethe Las desventuras del joven Werther. Aparte corrientes ilustradas menores, la Ilustración es clasificable en: 1) inglesa o empirismo inglés, muy vinculada al prerromanticismo; 2) alemana de tendencia idealista, que sustancialmente se identifica con el Clasicismo Alemán; 3) francesa enciclopedista; 4) española o hispánica universalista. En la Ilustración española se disciernen dos grandes fases, una primera general, que corresponde a Feijoo y alcanzaría hasta Jovellanos, y una segunda fase más característica, cristiana y extensivamente hispánica, que corresponde a la Escuela Universalista Española del siglo XVIII, es decir Juan Andrés, Lorenzo Hervás, Antonio Eximeno, Francisco Javier Clavijero... Si bien la serie de los núcleos intelectuales europeos mantienen ese orden cronológico enumerado, a un tiempo se encadenan de muy diferente modo y se superponen. 

#### Características sobre el contenido
Han de señalarse los siguientes aspectos en lo referente a las preocupaciones y actitudes del hombre neoclásico, y sobre todo al contenido de su literatura:
- Predomina la razón ante la emoción, imaginación y sensibilidad.
- El carácter de las obras literarias es impersonal y colectivo, civil y moral.
- La literatura tiene un fin útil para el hombre, pudiendo ser didáctico, moral o social. De ahí que se cree en Francia la Encyclopédie. El Emilio de Rousseau es además de una novela, un tratado de educación.
- El laicismo, cuestionamiento de la religión y de sus instituciones en lo tocante a la libertad de los hombres.
- Se cuestiona el poder político de las monarquías absolutas, y se defiende la participación del pueblo en la política. Esto puede verse en Los viajes de Gulliver de Jonathan Swift.
- Se analizan y se critican los valores y costumbres adoptados por el pueblo. En la literatura se recurre a la opinión de un extranjero para estos análisis sociales, como en Las Cartas Marruecas del español José Cadalso, basadas en las Cartas Persas del francés Montesquieu.
- Preocupación por la ciencia y sus aplicaciones en la vida real. Isaac Newton es alabado por los Ilustrados por ser el descubridor de la Ley de la gravedad.
- La tolerancia se considera una virtud fundamental, en la religión y en la política.
- La historia es una fuente de conocimiento muy recurrida para el hombre ilustrado.
- Se toma la naturaleza como signo de agración y parte política.

#### Características formales
- Como los renacentistas, se imitan a los clásicos, incorporando como modelo la tragedia y la comedia. En la poesía la estructura era similar a las églogas, las fábulas, la elegía, la épica o el himno. Voltaire intentara imitar la Eneida de Virgilio con su largo poema La Henriada.
- Se sigue respetando la estética neoclásica en el teatro y en la poesía. En la prosa, aparece la novela, precedida anteriormente por El Quijote y la novela picaresca.
- Se separan tajantemente los géneros, impidiendo mezclarse en una misma obra poesía y prosa, o tragedia y comedia.
- Se valora más lo tradicional que lo novedoso, razón por la cual la novela no fue adaptada del todo a la literatura durante mucho tiempo.
- Se valora también el término medio de las cosas, y el decoro en la forma de expresarse. La exageración les parece un acto hipócrita.
- Primacía de lo natural y realista sobre lo fantástico.
- La claridad es un valor literario.
- La ironía y la parodia son recursos en la crítica y denuncia a los poderosos.
- Uso del lenguaje culto, limpio y "literario", como metáforas, imágenes y figuras retóricas, siempre y cuando estén ya presentes en la literatura clásica.

El concepto de literatura en el período de la Ilustración, no se entendía como en la actualidad. Por literatura se entendía la capacidad y experiencia de leer, y era también todo el conjunto de libros que contuviera conocimiento, lo que incluía libros de filosofía, economía, ensayo e historia, y excluía a la novela.

### El Prerromanticismo
El prerromanticismo fue un movimiento literario que se desarrolla en Europa a lo largo del siglo XVIII y cuyo ocaso transcurre en las últimas décadas de la centuria, en total oposición al Neoclasicismo.
Durante el siglo XVIII triunfan en Europa las ideas clásicas francesas del siglo anterior (Neoclasicismo). Mas, a la vez, se va forjando en varios países una reacción de signo radicalmente contrario.